# Arthur Peppercorn
Arthur Henry Peppercorn (* 29. Januar 1889 in Leominster; † 3. März 1951) war der letzte Chefkonstrukteur der London and North Eastern Railway (LNER).

## Leben
1905 begann sein Berufsweg als Auszubildender bei der Great Northern Railway (GNR). Peppercorn diente bei den Royal Engineers im Ersten Weltkrieg. Er trat sein Amt als Chefkonstrukteur (CME) der LNER am 1. Juli 1946 als Nachfolger von Edward Thompson an, ähnelte aber in vieler Hinsicht mehr dessen Vorgänger Sir Nigel Gresley, dessen Mitarbeiter er zu einem Teil in die Büros der LNER-Konstruktionsabteilung in Doncaster zurückholte. Er vollendete mehrere Projekte aus der Zeit von Edward Thompson.
Am bekanntesten wurde er jedoch für die Lokomotiven der LNER-Klassen A1 und A2. Beide Reihen wurden von vielen Fachleuten zu den besten jemals in Großbritannien eingesetzten Dampflokomotiven gezählt. Peppercorn ging ein Jahr nach der Verstaatlichung der britischen Eisenbahnen und Gründung von British Railways im Jahr 1949 in seinen Ruhestand. Insgesamt war er dreieinhalb Jahre als Chefkonstrukteur tätig.